# Княжества средневековой Далмации

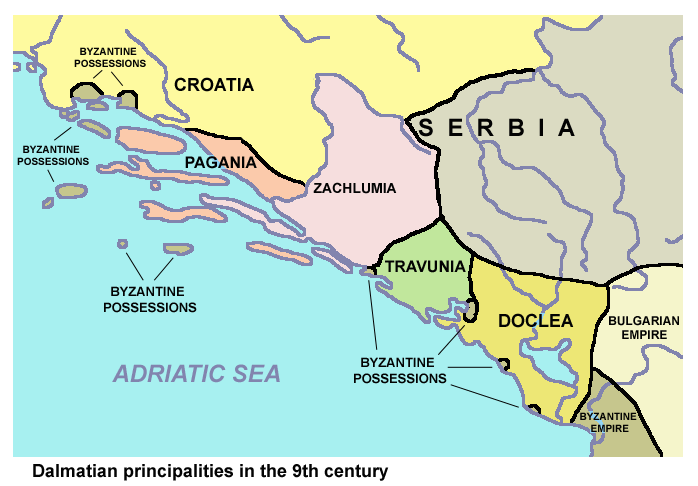
Княжества средневековой Далмации: Пагания, Захумье, Травуния и Дукля. - Хорватский вид

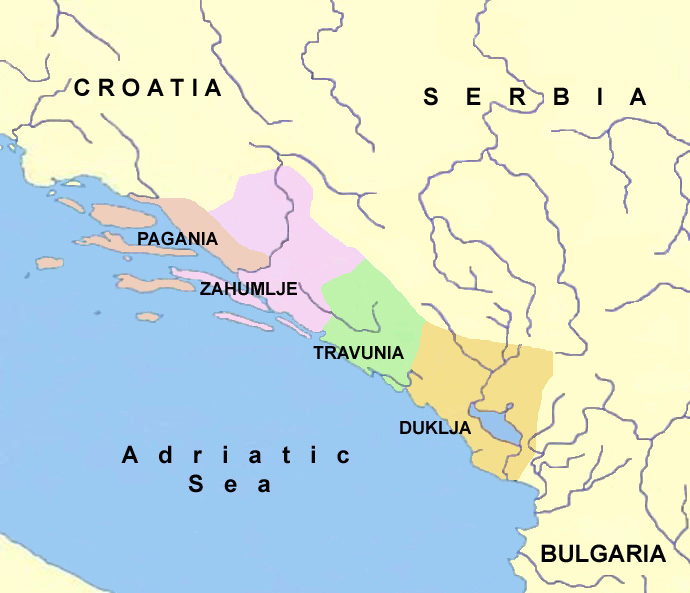
Княжества средневековой Далмации: Пагания, Захумье, Травуния и Дукля. - Сербский вид

В раннем средневековье в Южной Далмации располагались небольшие славянские княжества Пагания / Неретва, Захумье / Хум, Травуния и Дукля. Пагания была небольшим княжеством между Цетине и Неретвой. Территории Захумья и Травунии выходили за пределы современной Далмации и вдавались вглубь Балкан, в современную Герцеговину. Дукля занимала территории на юг от Дубровника/Рагузы вплоть до озера Шкодер.
Все эти княжества имели самоуправление, были населены славянами, исповедовавшими синкретическую религию — смесь язычества и христианства. Дукля, Захумлье и Травуния упоминаются как Красная Хорватия De Regno Sclavorum в 753 году, и в Хронике дуклинского священника с конца XII века. И вместе с тем, все четыре княжества называются сербскими землями, с населением происходящим из Белой Сербии в De administrando imperio византийского императора Константина VII приблизительно в 950 году. Основная часть средневековой Хорватии в свою очередь упоминается под названием Белой Хорватии, и локализуется на северо-востоке между Дрнишом, Книном и Синью.

## Пагания

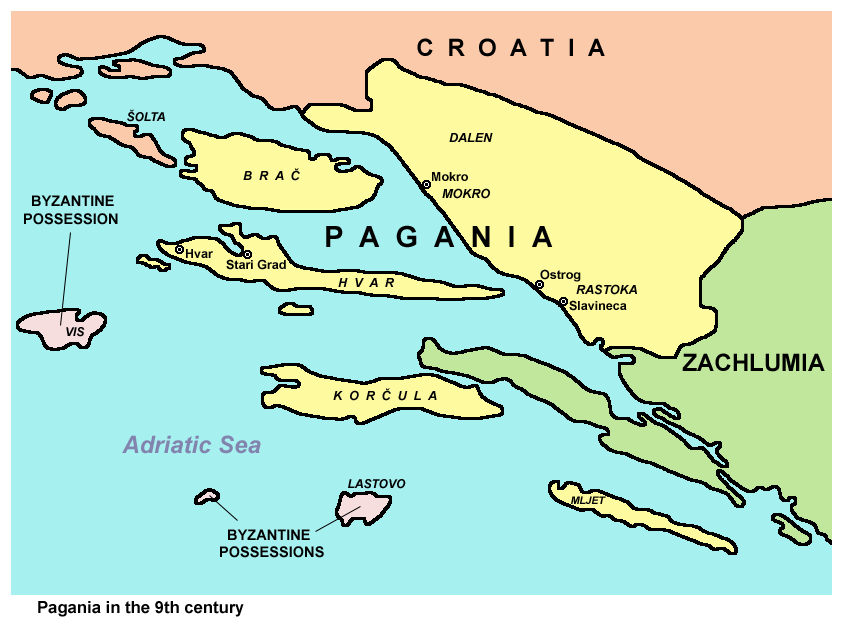
Пагания в IX в. - Хорватский вид

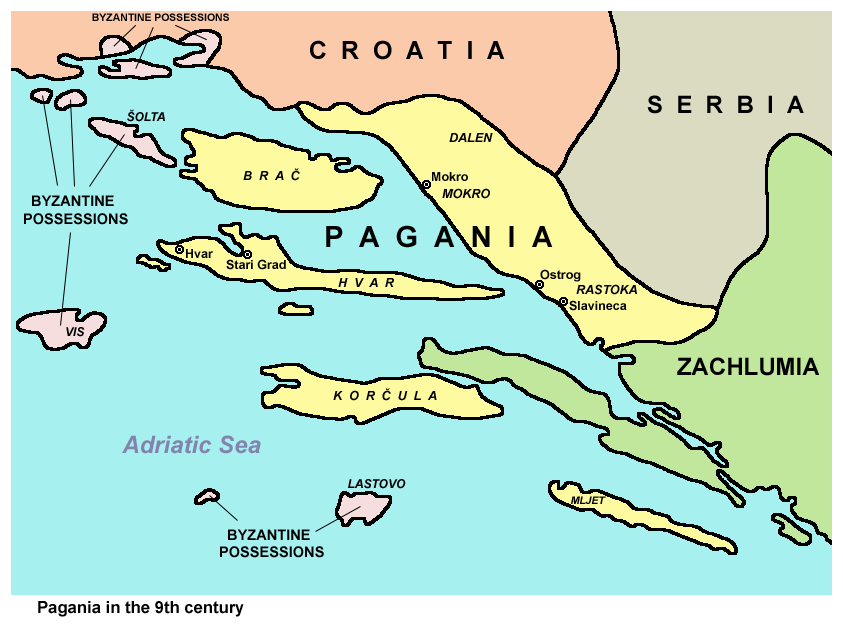
Пагания в IX в. - Сербский вид